# Kazimierz Romaniuk
Kazimierz Romaniuk (Hołowienko, 21 agosto 1927 – Varsavia, 25 febbraio 2025) è stato un vescovo cattolico e biblista polacco.

## Biografia
Kazimierz Romaniuk nacque a Hołowienko, un villaggio del comune di Sabnie, il 21 agosto 1927 ed era il quarto dei cinque figli di Władysław e Rozalia (nata Zygmunt).

### Formazione e ministero sacerdotale
Durante l'occupazione tedesca della Polonia studiò presso il liceo segreto "Przyszłość" di Varsavia, dove nel 1944 conseguì il diploma di scuola secondaria inferiore. Prese parte alla rivolta di Varsavia. Dopo la sua conclusione venne internato a Pruszków, ma riuscì a fuggire. Rimase nascosto fino alla fine dell'occupazione, dopodiché studiò al liceo umanistico "Adam Mickiewicz" di Varsavia dove nel 1946 superò l'esame di maturità.
Dal 1946 al 1951 studiò filosofia e teologia presso la Facoltà di Teologia Cattolica dell'Università di Varsavia, dove conseguì la laurea magistrale. Contemporaneamente seguì la formazione sacerdotale presso il seminario maggiore metropolitano di Varsavia. Nel 1953 conseguì il dottorato di ricerca in scienze teologiche nel campo della patrologia presso la Facoltà di Teologia Cattolica dell'Università di Varsavia con una tesi intitolata "Św. Hieronim a Rufin z Akwilei. Z problematyki sporów orygenesowskich na przełomie IV i V wieku" ("San Girolamo e Rufino di Aquileia. Sulle questioni delle controversie su Origene a cavallo tra il IV e il V secolo"). Dal 1956 al 1958 proseguì gli studi presso il Pontificio Istituto Biblico di Roma, dove ottenne la licenza in scienze bibliche. Dal 1959 al 1961 studiò all'École biblique et archéologique française di Gerusalemme, dove, dopo aver presentato la sua opera "Miłość Ojca i Syna w soteriologii św. Pawła" ("L'amore del Padre e del Figlio nella soteriologia di S. Paolo") ottenne il dottorato. Nel 1966 conseguì l'abilitazione con la tesi "Idea bojaźni Bożej w teologii św. Pawła" ("L'idea del timore di Dio nella teologia di S. Paolo"). Nel 1969 ricevette il titolo accademico di professore associato e nel 1971 quello di professore ordinario di scienze bibliche, ottenendo anche l'approvazione dalla Congregazione per l'educazione cattolica nel 1981.
Il 21 ottobre 1951 fu ordinato suddiacono da monsignor Zygmunt Choromański, vescovo ausiliare di Varsavia. L'11 del mese successivo venne ordinato diacono da monsignor Wacław Majewski, anch'egli vescovo ausiliare di Varsavia. Il 16 dicembre dello stesso anno fu ordinato presbitero per l'arcidiocesi di Varsavia nella chiesa del Purissimo Cuore di Maria a Varsavia da monsignor Stefan Wyszyński, arcivescovo metropolita di Varsavia e di Gniezno.
Prestò servizio come vicario parrocchiale della parrocchia di Santo Stefano a Raszyn dal 1951 al 1952 e della parrocchia della Madonna del Perpetuo Soccorso a Varsavia, dove svolse anche l'incarico di prefetto, dal 1952 al 1955. Dal 1953 fu impiegato presso la Facoltà di Teologia Cattolica dell'Università di Varsavia, prima come assistente e poi come professore associato: vi insegnò latino ecclesiastico e patrologia. Dal 1955 al 1956 e dal 1961 al 1963 fu prefetto degli studi presso il seminario maggiore metropolitano di Varsavia. Nello stesso istituo, dal 1954 al 1956 fu docente di latino ecclesiastico e patrologia e dal 1961 al 1984 di esegesi del Nuovo Testamento, latino ecclesiastico e francese. Dal 1971 al 1982 prestò servizio come rettore del seminario maggiore metropolitano e contemporaneamente della Facoltà Accademica di Teologia Cattolica a Varsavia. Dal 1962 al 1976 insegnò Sacra Scrittura presso l'Università Cattolica di Lublino, prima come professore assistente e, dal 1966, come professore associato. Presso questo ateneo dal 1966 al 1976 fu a capo del Dipartimento di teologia biblica del Nuovo Testamento. Nel 1966 iniziò a tenere lezioni presso lo Studio primaziale di vita interiore a Varsavia. Dal 1970 al 1972 fu professore associato presso la Facoltà di Teologia della Compagnia di Gesù "Bobolanum" di Varsavia  e dal 1976 al 1983 fu prima professore associato e poi professore presso il Dipartimento di Studi Biblici del Nuovo Testamento presso la Facoltà di Teologia dell'Accademia di Teologia Cattolica di Varsavia.
Nel 1966 divenne membro della Studiorum Novi Testamenti Societas  e dal 1975 al 1978 fu membro del comitato esecutivo di questo organismo. Nell'episcopato polacco fu membro della commissione per la scienza, del consiglio scientifico e della commissione per i seminari. Tradusse in modo indipendente la Sacra Scrittura dalle lingue originali e la pubblicò con il titolo di Bibbia di Varsavia-Praga. Il lavoro di traduzione iniziò nel 1961 e richiese all'autore 35 anni di lavoro. Nel 1976 venne pubblicata una traduzione del Nuovo Testamento e nel 1997 la Bibbia completa. Inoltre partecipò alla preparazione della traduzione ecumenica del Nuovo Testamento e del Libro dei salmi.
Nel 1965 divenne membro rappresentante dell'episcopato polacco nella Federazione mondiale dell'apostolato biblico, di cui fu membro del consiglio direttivo dal 1971 al 1977.
Nel dicembre del 1973 papa Paolo VI lo insignì del titolo di cappellano di Sua Santità. Nel 1979 venne nominato canonico del capitolo metropolitano di Varsavia.

### Ministero episcopale
Il 20 febbraio 1982 papa Giovanni Paolo II lo nominò vescovo ausiliare di Varsavia e titolare di Sicca Veneria. Ricevette l'ordinazione episcopale il 4 marzo successivo nella basilica cattedrale metropolitana di San Giovanni Battista a Varsavia  dall'arcivescovo metropolita di Varsavia e di Gniezno Józef Glemp, co-consacranti i vescovi ausiliari della stessa arcidiocesi Jerzy Modzelewski, Bronisław Dąbrowski, Władysław Miziołek e Zbigniew Józef Kraszewski. Come motto scelse l'espressione "In Te confido". Dal 1982 al 1992 fu vicario generale dell'arcidiocesi. Nella curia metropolitana svolse anche l'incarico di presidente del Dipartimento dell'amministrazione generale e degli affari finanziari.
Il 25 marzo 1992, in seguito alla riorganizzazione delle suddivisioni amministrative della Chiesa cattolica in Polonia disposta con la bolla Totus tuus Poloniae populus, papa Giovanni Paolo II lo trasferì all'ufficio di vescovo della neo-costituita diocesi di Varsavia-Praga. Fece il suo ingresso nella cattedrale di San Michele Arcangelo e San Floriano a Varsavia il 12 aprile dello stesso anno e nella concattedrale della Madre di Dio nella stessa città il 24 maggio successivo.
Tra il 1998 e il 2000 celebrò il primo sinodo diocesano. Nel 1999 accolse in diocesi papa Giovanni Paolo II.
Il 26 agosto 2004 lo stesso pontefice accettò la sua rinuncia al governo pastorale della diocesi per raggiunti limiti di età.
In seno alla Conferenza episcopale polacca fu vicepresidente della commissione per le case editrici cattoliche e membro del consiglio scientifico, della commissione per l'insegnamento cattolico e della commissione per i seminari teologici. Fu anche presidente della sottocommissione per la Sacra Scrittura, co-presidente della commissione mista per le Facoltà pontificie, della sottocommissione ecclesiastico-statale per i seminari e della commissione statale di codificazione della legge sull'istruzione superiore.
Ricevette la cittadinanza onoraria di Otwock nel 1994, Radzymin nel 1997, Mińsk Mazowiecki nel 2001  e Varsavia nel 2008. Il 24 marzo 2012 gli fu conferita la medaglia commemorativa "Pro Masovia".
Ricevette il premio dell'Associazione dei traduttori polacchi nel 1991  e il premio principale Feniks dell'Associazione degli editori cattolici nel 2005.
Morì presso l'Istituto medico militare di Varsavia il 25 febbraio 2025 all'età di 97 anni. Le esequie si tennero il 1º marzo successivo alle ore 11 nella basilica cattedrale dei Santi Michele e Floriano a Varsavia e furono presiedute dal cardinale Kazimierz Nycz, arcivescovo emerito di Varsavia. L'omelia venne pronunciata da monsignor Romuald Kamiński, vescovo di Varsavia-Praga. Al termine del rito la salma venne tumulata nella cripta dello stesso edificio.

## Genealogia episcopale
La genealogia episcopale è:
- Cardinale Scipione Rebiba
- Cardinale Giulio Antonio Santori
- Cardinale Girolamo Bernerio, O.P.
- Vescovo Claudio Rangoni
- Arcivescovo Wawrzyniec Gembicki
- Arcivescovo Jan Wężyk
- Vescovo Piotr Gembicki
- Vescovo Jan Gembicki
- Vescovo Bonawentura Madaliński
- Vescovo Jan Małachowski
- Arcivescovo Stanisław Szembek
- Vescovo Felicjan Konstanty Szaniawski
- Vescovo Andrzej Stanisław Załuski
- Arcivescovo Adam Ignacy Komorowski
- Arcivescovo Władysław Aleksander Łubieński
- Vescovo Andrzej Stanisław Młodziejowski
- Arcivescovo Kasper Kazimierz Cieciszowski
- Vescovo Franciszek Borgiasz Mackiewicz
- Vescovo Michał Piwnicki
- Arcivescovo Ignacy Ludwik Pawłowski
- Arcivescovo Kazimierz Roch Dmochowski
- Arcivescovo Wacław Żyliński
- Vescovo Aleksander Kazimierz Bereśniewicz
- Arcivescovo Szymon Marcin Kozłowski
- Vescovo Mečislovas Leonardas Paliulionis
- Arcivescovo Bolesław Hieronim Kłopotowski
- Arcivescovo Jerzy Józef Elizeusz Szembek
- Vescovo Stanisław Kazimierz Zdzitowiecki
- Cardinale Aleksander Kakowski
- Cardinale August Hlond, S.D.B.
- Cardinale Stefan Wyszyński
- Cardinale Józef Glemp
- Vescovo Kazimierz Romaniuk